# Salpichroa microphylla
Salpichroa microphylla är en potatisväxtart som först beskrevs av Michel Félix Dunal, och fick sitt nu gällande namn av S.H.K. Keel. Salpichroa microphylla ingår i släktet Salpichroa och familjen potatisväxter. Inga underarter finns listade i Catalogue of Life.